# 第一種圧力容器取扱作業主任者
第一種圧力容器取扱作業主任者（だいいっしゅあつりょくようきとりあつかいさぎょうしゅにんしゃ）とは、労働安全衛生法に定める作業主任者(国家資格)の一つであり、圧力容器の種別等により、同法に定める各級のボイラー技士免許を受けた者、所定の技能講習(後述)を修了した者、又は他の法令に基づく一定の資格者として特定第一種圧力容器取扱作業主任者免許を受けた者の中から、事業者によって選任される。
また、主任者となるための技能講習を修了した者すなわち資格取得者のこと、あるいは資格そのものを指すこともある。

## 概要
- 労働安全衛生法に定める第一種圧力容器のうち、区分、種類及び大きさにより、当該第一種圧力容器を設置する事業者は、各級のボイラー技士又は各種の第一種圧力容器取扱作業主任者の資格を有する者の中から作業主任者を選任することとしている。

## 免許及び技能講習による区分

### 免許
特級ボイラー技士免許、一級ボイラー技士免許又は二級ボイラー技士免許を受けた者
加熱器を有するものにあっては内容積が5m3超、反応器・蒸発器・アキュムレータを有するものにあっては内容積が1m3超の全ての第一種圧力容器（ただし、化学設備関係第一種圧力容器を除く。）について作業主任者となる資格がある。
特定第一種圧力容器取扱作業主任者免許（特一圧）を受けた者
電気事業法、高圧ガス保安法又はガス事業法の適用を受ける第一種圧力容器のうち、加熱器を有するものにあっては内容積が5m3超、反応器・蒸発器・アキュムレータを有するものにあっては内容積が1m3超の全ての第一種圧力容器（ただし、化学設備関係第一種圧力容器については高圧ガス保安法又はガス事業法に基づく一定の資格者に限る。）について作業主任者となる資格がある。

### 技能講習
化学設備関係第一種圧力容器取扱作業主任者技能講習（化圧）を修了した者
加熱器を有するものにあっては内容積が5m3超、反応器・蒸発器・アキュムレータを有するものにあっては内容積が1m3超の全ての第一種圧力容器について作業主任者となる資格がある。
普通第一種圧力容器取扱作業主任者技能講習（普圧）を修了した者
上記のボイラー技士免許所持者と同様の範囲の第一種圧力容器について作業主任者となる資格がある。

### 免許と技能講習に関する備考
労働安全衛生法の資格については、一般的には免許が上級の資格とされ、免許所持者に比べて技能講習修了者の権限が狭いことが多いが、第一種圧力容器取扱作業主任者に関しては次のような関係にある。
- 最も範囲が広いのは免許でなく化学設備関係第一種圧力容器取扱作業主任者技能講習修了者であり、全ての第一種圧力容器に関する作業主任者になることができる。
- 次に範囲が広いのは普通第一種圧力容器取扱作業主任者技能講習修了者と各級のボイラー技士免許所持者であり、化学設備関係のものの作業主任者にはなれないが、それを除いた第一種圧力容器に関する作業主任者になることができる。普通第一種圧力容器取扱作業主任者技能講習修了者とボイラー技士とでは法令上の各種の権限は異なるが、第一種圧力容器取扱作業主任者に関する部分についての権限は全く同等とされている。
- 特定第一種圧力容器取扱作業主任者免許は、「特定」と冠されるだけあって特殊な扱いとなっている。
  - 電気事業法の資格を根拠として特定第一種圧力容器取扱作業主任者免許を受けた場合は、化学設備関係のものを除く第一種圧力容器のうち同法の適用を受ける範囲に限定した作業主任者になることができる。
  - 高圧ガス保安法又はガス事業法の資格を根拠として特定第一種圧力容器取扱作業主任者免許を受けた場合は、化学設備関係のものを含む第一種圧力容器のうち当該根拠法の適用を受ける範囲に限定した作業主任者となることができる。

| 資格         | 資格         | 第一種圧力容器 | 第一種圧力容器                    | 第一種圧力容器 | 第一種圧力容器                |
| ------------ | ------------ | -------------- | --------------------------------- | -------------- | ----------------------------- |
| 資格         | 資格         | 化学設備以外   | 化学設備以外のうち 他法令適用設備 | 化学設備       | 化学設備のうち 他法令適用設備 |
| 化圧         | 化圧         | ○              | ○                                 | ○              | ○                             |
| 普圧         | 普圧         | ○              | ○                                 | ×              | ×                             |
| ボイラー技士 | ボイラー技士 | ○              | ○                                 | ×              | ×                             |
| 特一圧       | 電気         | ×              | ○                                 | ×              | ×                             |
| 特一圧       | ガス         | ×              | ○                                 | ×              | ○                             |

### 作業主任者に関する備考
- 免許・技能講習のいずれに基づく資格を有するかにかかわらず、また実際にどの範疇の業務に従事するかにかかわらず、事業者から選任された場合の法令上の呼称は単に「第一種圧力容器取扱作業主任者」とされ、「化学設備関係」などの区分は冠されない。技能講習の名称にはそれらの冠が付され、作業主任者の要件も区分されてはいるが、作業主任者の名称は一つだけであるという点に留意する必要がある。

## 免許の取得方法及び技能講習の受講資格
- 特級ボイラー技士免許、一級ボイラー技士免許又は二級ボイラー技士免許
  - 定期的に行われる各級の免許試験に合格して所定の要件を満たした者に対し、申請に基づいて交付される。
- 特定第一種圧力容器取扱作業主任者免許

次のいずれかの資格要件を満たす者に対し、申請に基づいて交付される。試験による取得制度はない。なお、免許証に記載される符号を【】で示す。
- 電気事業法第44条第1項第6号の第一種ボイラー・タービン主任技術者免状、又は同項第7号の第二種ボイラー・タービン主任技術者免状の交付を受けている者【1】
- 高圧ガス保安法第29条第1項の高圧ガス製造保安責任者免状、又は高圧ガス販売主任者免状の交付を受けている者【2】
- ガス事業法第32条第1項のガス主任技術者免状の交付を受けている者【2】

※これらの免状を返納したこと等により基礎資格を喪失した場合、特定第一種圧力容器取扱作業主任者免許は取り消される。
- 化学設備関係第一種圧力容器取扱作業主任者技能講習
  - 化学設備関係の実務経験を5年以上有する者のみ受講可能
- 普通第一種圧力容器取扱作業主任者技能講習
  - 受講に際しての資格制限はなく、誰でも受講可能

### 免許試験・申請又は技能講習の受講申込先
- ボイラー技士免許試験は、厚生労働大臣指定試験機関の公益財団法人安全衛生技術試験協会により、各地の安全衛生技術センターで定期的に実施している。試験合格と実務経験など所定要件の両方を満たした者は、東京労働局長に対しボイラー技士免許の交付申請を行い免許を受けることができる。
- 特定第一種圧力容器取扱作業主任者免許は、基礎資格となる免状を提示して住所地を管轄する都道府県労働局長に対し免許の申請をし交付を受けることができる。
- 第一種圧力容器取扱作業主任者技能講習は、都道府県労働局長登録講習機関となっている一般社団法人日本ボイラ協会の各支部（37都道府県に所在）、公益社団法人ボイラ・クレーン安全協会の各事務所（18都道県）、一般社団法人高知労働基準協会連合会（高知県のみ）、公益社団法人宮崎労働基準協会（宮崎県のみ）が各都道府県ごとに開催している（滋賀県、鳥取県、島根県、長崎県にはこれら団体が所在しないが、日本ボイラ協会の京滋支部、岡山支部、広島支部並びに福岡支部がそれぞれ2労働局長登録講習機関となり各県内でも実施）。化圧技能講習は3日間、普圧技能講習は2日間の日程で行われる。ともに学科受講のみで実技は課されない。

## 技能講習
実施頻度等は各都道府県により異なるため、都道府県労働局、労働基準監督署、都道府県労働基準協会に問い合わせる必要がある。告示された講習時間は化圧が21時間、普圧が12時間である。

### 講習科目
- 化学設備関係第一種圧力容器取扱作業主任者技能講習（21時間）[3]

1. 第一種圧力容器の構造に関する知識（6時間）
2. 第一種圧力容器の取扱いに関する知識（7時間）
3. 危険物及び化学反応に関する知識（5時間）
4. 関連法令（3時間）
5. 修了試験

- 普通第一種圧力容器取扱作業主任者技能講習（12時間）[4]

1. 第一種圧力容器（化学設備に係るものを除く。）の構造に関する知識（5時間）
2. 第一種圧力容器（化学設備に係るものを除く。）の取扱いに関する知識（5時間）
3. 関係法令（2時間）
4. 修了試験